# Елизабет Амалия фон Хесен-Дармщат
Елизабет Амалия Магдалена фон Хесен-Дармщат (на немски: Elisabeth Amalie Magdalene von Hessen-Darmstadt; * 20 март 1635, Гисен; † 4 август 1709, Нойбург на Дунав) от Дом Хесен, е принцеса от Хесен-Дармщат и чрез женитба пфалцграфиня и херцогиня на Пфалц-Нойбург (1653 – 1690), херцогиня на Юлих и Берг (1653 – 1690), също пфалцграфиня-курфюрстиня на Пфалц (1685 – 1690).

## Биография
Дъщеря е на ландграф Георг II фон Хесен-Дармщат (1605 – 1661) и съпругата му София Елеонора Саксонска (1609 – 1671), дъщеря на курфюрст Йохан Георг I от рода на Албертинските Ветини. Елизабет Амалия е възпитавана от майка ѝ строго лутерански. Тя е много красива принцеса с много руса коса.
Елизабет Амалия се омъжва на 3 септември 1653 г. в Швалбах за курфюрст Филип Вилхелм фон Пфалц (1615 – 1690) от фамилията Вителсбахи. Той е почти 20 години по-голям от нея. Тя е втората му съпруга. Бракът е много щастлив и трае 36 години. Тя живее почти 20 г. след нейния съпруг.
На 1 ноември 1653 г. Елизабет Амалия приема католицизма в църквата Св. Андрей в Дюселдорф в присъствието на архиепископа на Кьолн Максимилиан Хайнрих Баварски.
Много вярващата курфюрст-двойка живее в началото в Дюселдорф, основава и подрежда църкви и манастири. По-късно двамата се местят в Нойбург, където тя е погребана през 1709 г. в дворцовата църква.

## Деца
Елизабет Амалия и Филип Вилхелм имат 17 деца, от които 14 порастват:
- Елеонора Магдалена фон Пфалц-Нойбург (1655 – 1720)

∞ 1676 император Леополд I (1640 – 1705)
- Мария Аделхайд Анна (1656 – 1656)
- София Елизабет (1657 – 1658)
- Йохан Вилхелм (1658 – 1716), курфюрст на Пфалц
- Волфганг Георг Фридрих фон Пфалц-Нойбург (1659 – 1683), епископ на Кьолн
- Лудвиг Антон фон Пфалц-Нойбург (1660 – 1694), епископ на Вормс
- Карл III Филип (1661 – 1742), курфюрст на Пфалц
- Александър Сигмунд фон дер Пфалц (1663 – 1737), княз-епископ на Аугсбург
- Франц Лудвиг фон Пфалц-Нойбург (1664 – 1732), архиепископ на Трир и Майнц
- Фридрих Вилхелм (1665 – 1689)
- Мария София Нойбургска (1666 – 1699)

∞ 1687 крал Петер II от Португалия
- Мария-Анна фон Пфалц-Нойбург (1667 – 1740)

∞ 1690 крал Карлос II от Испания
- Филип Вилхелм Август фон дер Пфалц (1668 – 1693)
- Доротея София фон дер Пфалц (1670 – 1748)

1. ∞ 1690 херцог Одоардо II Фарнезе от Парма и Пиаченца (1666 – 1693)
2. ∞ 1696 херцог Франческо Фарнезе от Парма и Пиаченца (1678 – 1727)

- Хедвиг Елизабет Амелия фон Пфалц-Нойбург (1673 – 1722)

∞ 1691 Якоб Лудвиг Собиески от Полша (1668 – 1737)
- Йохан (*/† 1 февруари 1675), живее само 5 часа
- Леополдина Елеонора фон Пфалц-Нойбург (1679 – 1693), умира като годеница на курфюрст Максимилиан II Емануел от Бавария